# Copa Panamericana Bajo Techo de Hockey femenino de 2002
La I Copa Panamericana Bajo Techo de Hockey femenino de 2002 se celebró en Rockville (Estados Unidos) entre el 14 al 17 de marzo  de 2002. El evento otorgó dos plazas al Mundial Bajo Techo de Hockey 2002. 
El sistema de competición consistió en un grupo único de cuatro equipos que jugaron todos contra todos. Trinidad y Tobago como campeón y México como subcampeón, clasificaron al mundial. Por su parte, Estados Unidos obtuvo la medalla de bronce.

## Equipos participantes
- México
- Trinidad y Tobago
- Estados Unidos
- Venezuela

## Grupo único
| Equipo            | J | G | E | P | GF | GC | DG  | PTS |
| ----------------- | - | - | - | - | -- | -- | --- | --- |
| Trinidad y Tobago | 3 | 3 | 0 | 0 | 13 | 5  | +8  | 9   |
| México            | 3 | 2 | 0 | 1 | 9  | 6  | +3  | 6   |
| Estados Unidos    | 3 | 1 | 0 | 2 | 12 | 6  | +6  | 3   |
| Venezuela         | 3 | 0 | 0 | 3 | 1  | 18 | -17 | 0   |

- Resultados

| Fecha | Hora¹ | Partido           | Partido | Partido           | Resultado |
| ----- | ----- | ----------------- | ------- | ----------------- | --------- |
| 14.03 | 17:00 | Venezuela         | -       | Estados Unidos    | 0-8       |
| 15.03 | 11:30 | México            | -       | Trinidad y Tobago | 2-4       |
| 15.03 | 16:00 | Estados Unidos    | -       | México            | 1-2       |
| 16.03 | 11:30 | Trinidad y Tobago | -       | Venezuela         | 5-0       |
| 17.03 | 9:00  | Venezuela         | -       | México            | 1-5       |
| 17.03 | 13:00 | Estados Unidos    | -       | Trinidad y Tobago | 3-4       |

| Campeón Copa Panamericana Bajo Techo de Hockey 2002 |
| --------------------------------------------------- |
| Trinidad y Tobago Primer Título                     |

### Clasificación general
1. Trinidad y Tobago
2. México
3. Estados Unidos
4. Venezuela

## Clasificados al Mundial 2003
| Bandera de Trinidad y Tobago | Bandera de México |
| Trinidad y Tobago            | México            |
| ---------------------------- | ----------------- |